# Püssensheim
Püssensheim ist ein Gemeindeteil der Gemeinde Prosselsheim im unterfränkischen Landkreis Würzburg in Bayern.

## Geographie
Das Kirchdorf Püssensheim liegt etwa 17 Kilometer  nordöstlich von Würzburg im Tal des Dettelbaches. Drei Kilometer östlich fließt der Main durch die Volkacher Mainschleife. Im Ortszentrum entspringt der Dettelbach.

### Nachbarorte
|                | Dipbach                                     |           |
| Oberpleichfeld | Kompassrose, die auf Nachbargemeinden zeigt | Eisenheim |
|                | Prosselsheim                                |           |

## Geschichte
Die erste urkundliche Erwähnung des Ortsteils stammt aus dem Jahre 908. Mit Konrad von Püssensheim (Buzinishem), der sich spätestens ab 1136 nach dem Ort benannte, ist ein Ortsadel nachweisbar. Die Püssensheimer, die zum fränkischen Uradel zu zählen sind, waren sehr einflussreiche Ministeriale des Bistums Würzburg und dürfen nach Schäfer zu den Stammvätern der Herren von Zabelstein, den Herren von Homburg, den Reichsküchenmeistern von Rothenburg, den Herren von Reinstein, den Herren von Biebelried und weiteren gezählt werden. Das Dorf war von 1282 bis 1603 im Besitz der Grumbacher Ritter, deren letzter Besitz, ein kleines Schlösschen dort, an den Fürstbischof von Würzburg überging. Die katholische Kirche Allerheiligen im Ortszentrum war bereits 1466 eine selbstständige Pfarrei. Die Kirchenburg wurde 1684–1687 erneuert und ist bis heute erhalten. Außer der Kirche sind im Ort als Baudenkmal ein um 1600 gebautes Wohngebäude, sowie mehrere Bildstöcke aus dem 17. und 18. Jahrhundert
erhalten. Siehe auch: Baudenkmäler in Püssensheim
Bis 1803 gehörte der Ort zum Amt Prosselsheim. Das bayerische Urkataster zeigt in den 1810er Jahren ein Haufendorf mit 35 Höfen. Nach 1840 kam der nördlich gelegene Marienhof als Aussiedel hinzu. Später war Püssensheim eine selbständige Gemeinde im Landkreis Kitzingen. Im Zuge der Gemeindegebietsreform wurde sie 1971 nach Prosselsheim eingemeindet. 1972 wurde die Gemeinde in den Landkreis Würzburg umgegliedert.

## Wirtschaft und Verkehr
Noch heute ist der Ort überwiegend landwirtschaftlich geprägt. Produzierendes Gewerbe gibt es dort nicht. Erwähnenswert ist die 19 Hektar große Solarfarm östlich des Ortes, die im Vollausbau in Spitzenzeiten bis zu 5.530 kWp elektrische Energie erzeugt.
In Nord-Süd-Richtung führt die Staatsstraße 2270 durch den Ort. Einen Kilometer südlich verläuft die im Volksmund Säuferbahn genannte Mainschleifenbahn.